# Schedewitz
Schedewitz (offiziell: Schedewitz/Geinitzsiedlung) ist ein Stadtteil der Stadt Zwickau, die seit 2008 Kreisstadt des Landkreises Zwickau im Freistaat Sachsen ist. Der Stadtteil  liegt im Stadtbezirk Zwickau-Süd und trägt die amtliche Nummer 57.

## Geografie

### Lage

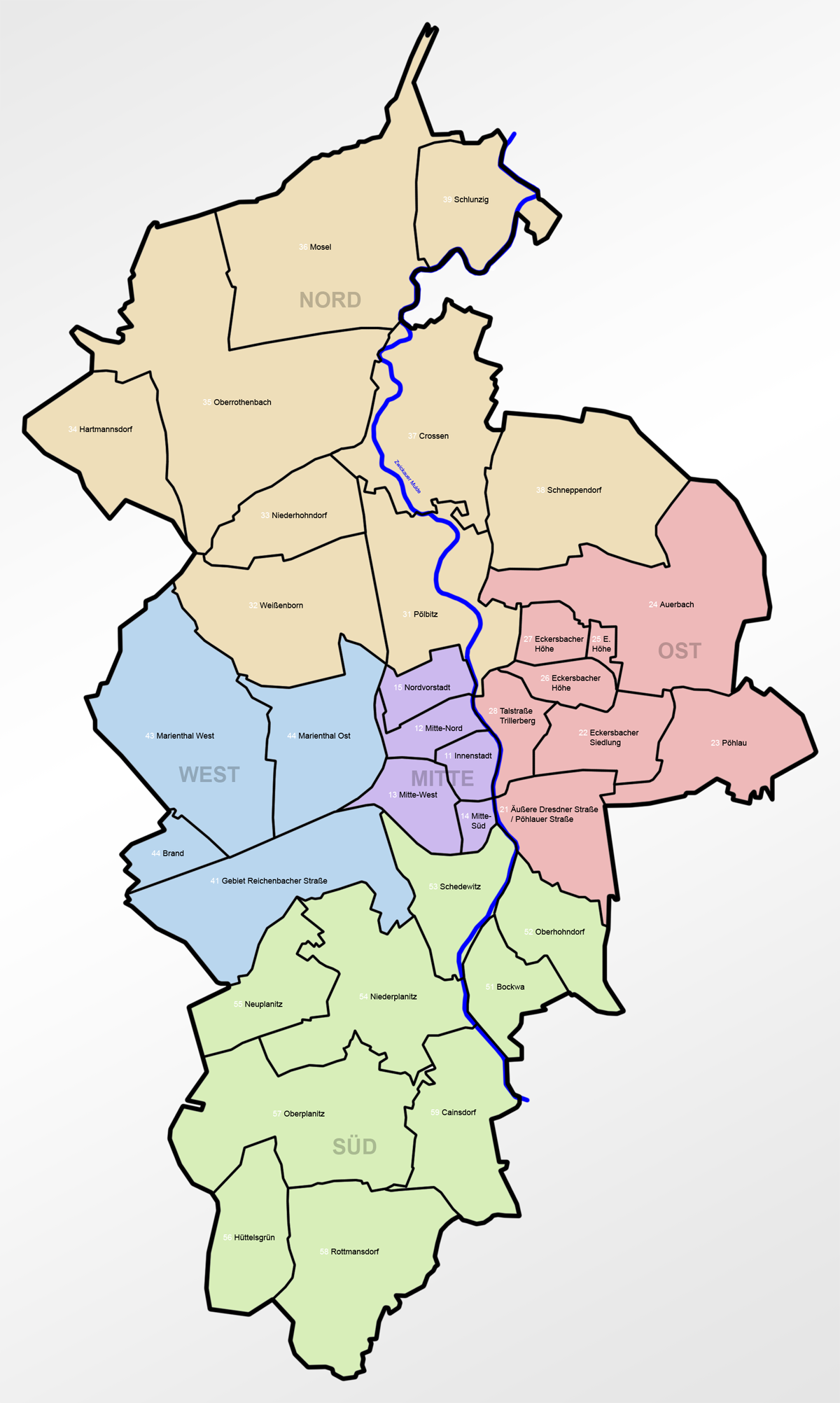
Stadtteile von Zwickau

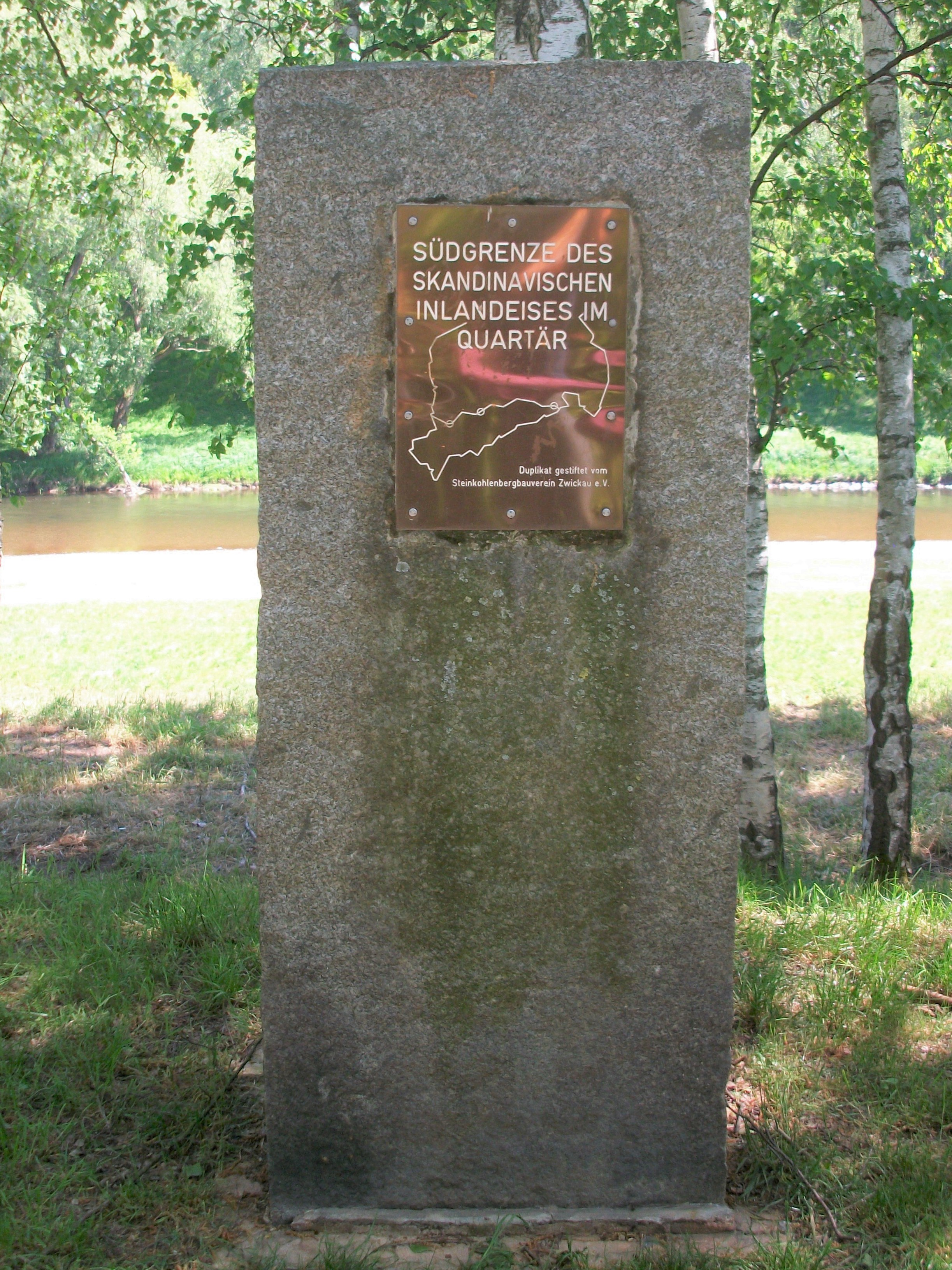
Zwickau-Schedewitz, Gedenkstein Südgrenze des Skandinavischen Inlandeises während der Elster-Kaltzeit

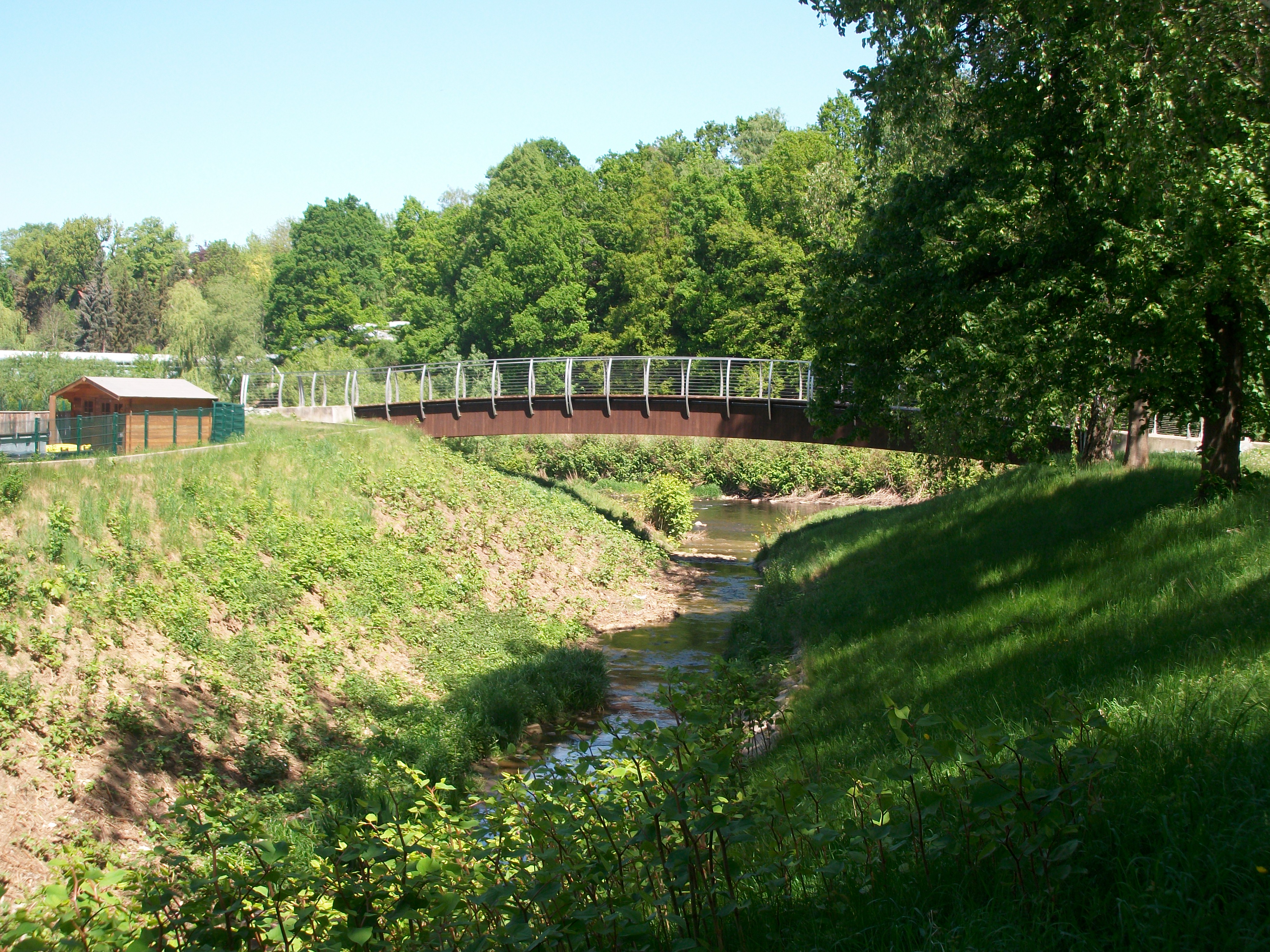
Schedewitz, Mündung des Planitzbachs in die Zwickauer Mulde

Schedewitz liegt im Norden des südlichen Zwickauer Stadtgebiets. Der Stadtteil schließt sich somit direkt an den Süden der Zwickauer Altstadt an. Schedewitz wird im Osten von der Zwickauer Mulde begrenzt. Der durch den Stadtteil fließende Planitzbach mündet ebenfalls in Schedewitz in die Zwickauer Mulde. Die Geinitzsiedlung befindet sich im südöstlichen Gebiet des Stadtteils beiderseits der Geinitzsstraße. Während der Elster-Kaltzeit befand sich in Schedewitz die Südgrenze des skandinavischen Inlandeises. Daran erinnert ein Gedenkstein an der Zwickauer Mulde.

### Nachbarorte
|                                                   | Stadtbezirk Zwickau Mitte                   | Bockwa       |
| Gebiet Reichenbacher Straße und Freiheitssiedlung | Kompassrose, die auf Nachbargemeinden zeigt | Oberhohndorf |
|                                                   | Niederplanitz                               |              |

## Geschichte

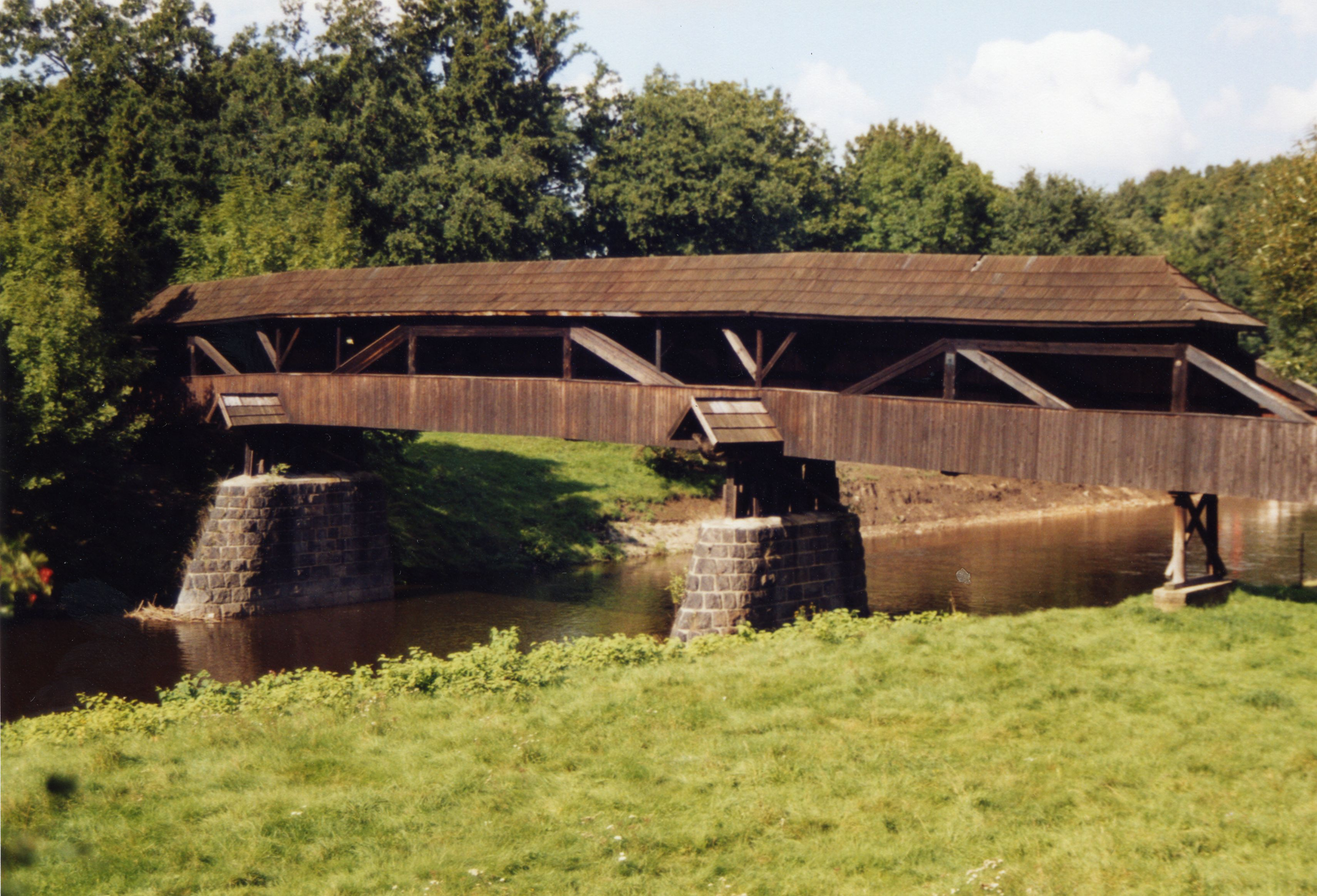
Röhrensteg Zwickau

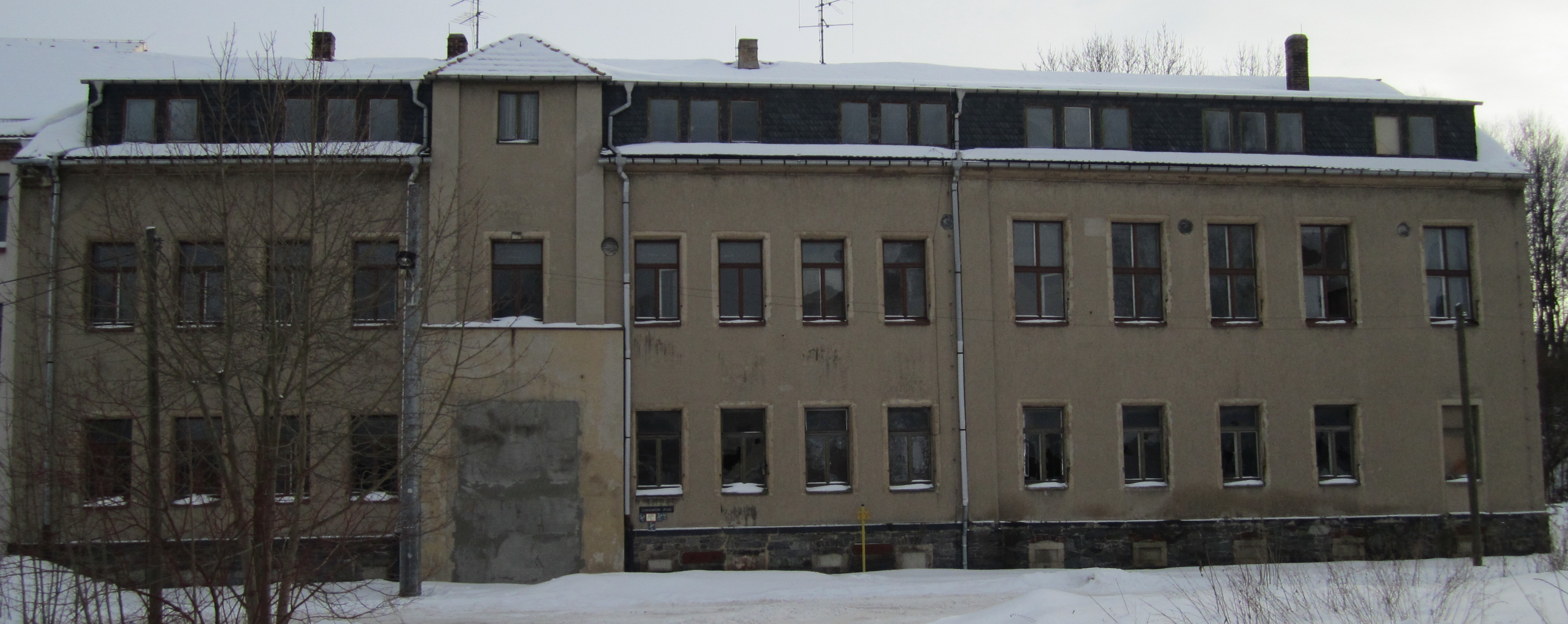
Das ehemalige Schedewitzer Rathaus bis 1923, Bergschule Zwickau 1924–1949

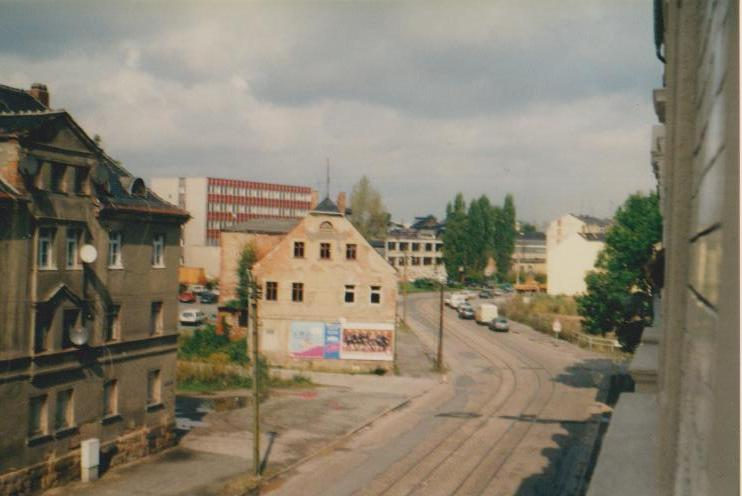
Blick auf die Äußere Schneeberger Straße, etwa 1992

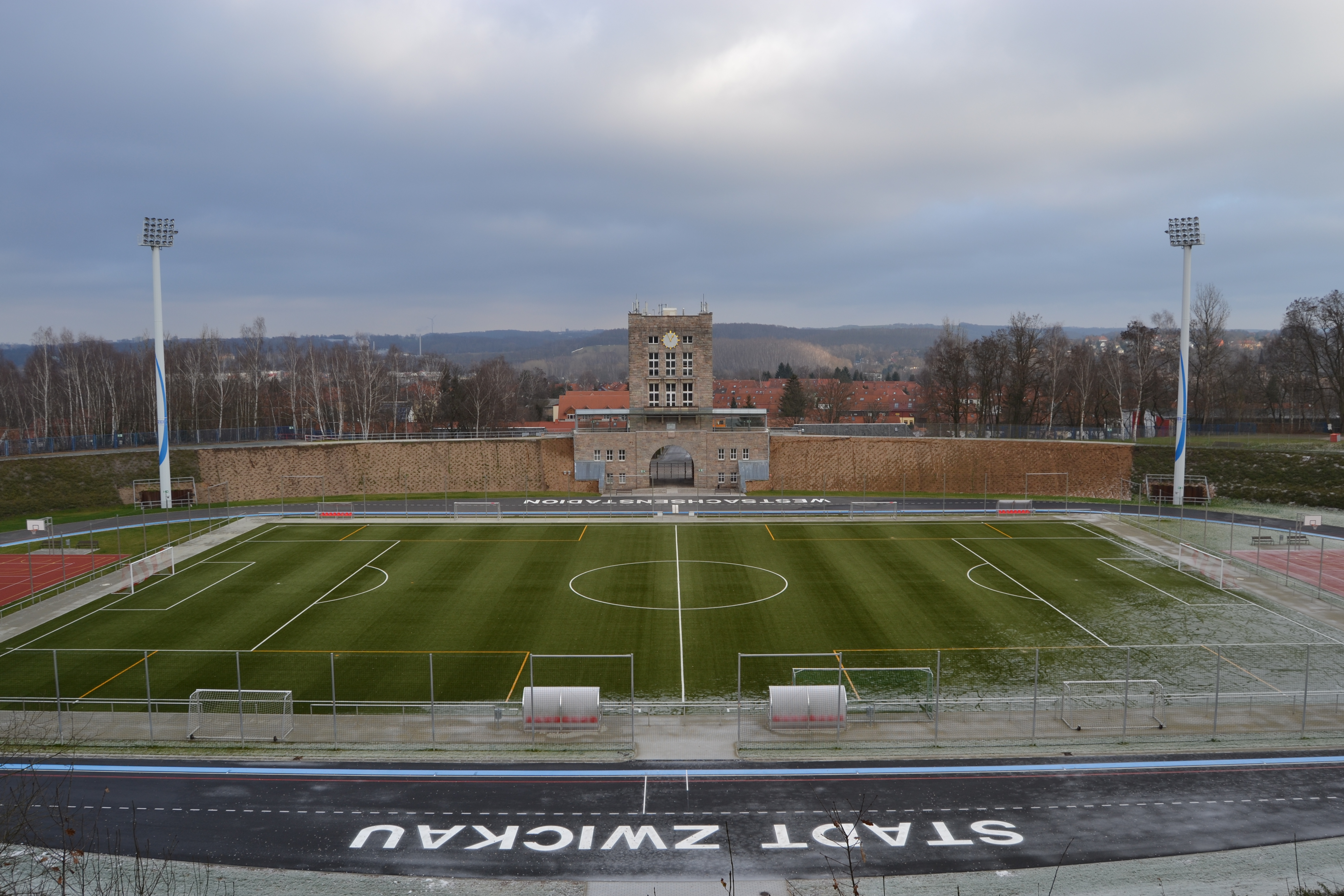
Westsachsenstadion in Schedewitz

Schedewitz wurde im Jahr 1219 als „Schetwiz“ erwähnt. Im Jahr 1240 kam Schedewitz zum Besitz des Klosters Grünhain, das die Zisterzienser im Jahr 1230 angelegt hatten. Dieses besaß fünf Städte und 40 Dörfer, unter anderem auch Schedewitz und den Nachbarort Bockwa. Der Name Schedewitz leitet sich aus dem Sorbischen ab und bedeutet so viel wie „Ort des Graukopfes“. Es wurde also nach einem Familiennamen benannt. Nach Einführung der Reformation wurde das Kloster Grünhain im Jahr 1533 aufgelöst. Schedewitz, das zu den entfernteren Territorien des Klosters gehörte, wurde 1536 als Amtsdorf dem kursächsischen Amt Zwickau angegliedert. Im Jahre 1536 wurde der Frau des Bauern Christoph Schmidt vorgeworfen, einen Drachen zu halten und sie der Hexerei beschuldigt. Im Jahr 1533 wurde der Röhrensteg zwischen Oberhohndorf und Schedewitz erstmals erwähnt. Diese überdachte Holzbrücke, welche in hölzernen Rohrleitungen Trinkwasser aus dem Reinsdorfer Grund über die Zwickauer Mulde nach Zwickau brachte, wurde 1546 durch eine Eisfahrt weggerissen. In ihrer heutigen Gestalt existiert sie seit 1790.
Schedewitz gehörte bis 1856 zum kursächsischen bzw. königlich-sächsischen Amt Zwickau. Im Jahr 1856 kam der Ort zum Gerichtsamt Zwickau und 1875 zur Amtshauptmannschaft Zwickau. Bereits vor 1840 war Schedewitz stark industriell geprägt. Der parallel zur Zwickauer Mulde verlaufende Mühlgraben verlief über Schedewitz bis Bockwa und ermöglichte dadurch die Ansiedlung von Gewerbe in seiner Nähe, wie der Kammgarnspinnerei oder der Devrient’schen Chemischen Fabrik. Ab der Mitte des 19. Jahrhunderts entstanden mehrere Tiefbauschächte, in denen Steinkohle abgebaut wurde. Es kam zur Gründung von Steinkohlenbauvereinen, später Steinkohlenaktienvereinen. Mit der Eröffnung der Staatskohlenbahn Zwickau–Kainsdorf erhielt Schedewitz im Jahr 1854 Eisenbahnanschluss. Mit der Weiterführung der Strecke im Tal der Zwickauer Mulde und der Eröffnung der Zwickau–Schwarzenberg im Jahr 1858 erhielt Schedewitz später auch einen Haltepunkt. Die Gruben auf Schedewitzer Flur wurden durch zahlreiche Anschlussgleise der Kohlebahnen an das Schienennetz angeschlossen. Infolge des Kohleabbaus im Zwickauer Steinkohlenrevier entstanden in Schedewitz mehrere Kokereien, von denen die Kokerei in der Nähe des Vertrauensschachts (heutiger Standort des Glück-Auf-Centers und der Stadthalle Zwickau) die bedeutendste war. Durch die Nachfolgeindustrien der Steinkohle, wie Betrieben der Metall-, Textil-, Papier-, Blumen-, chemischen- und keramischen Industrie erfolgte die weitere Industrialisierung des Orts. Die durch den Bergbau wohlhabende Gemeinde erhielt ab 1894 einen Anschluss an die Straßenbahn Zwickau.
Schedewitz wurde am 1. Januar 1923 nach Zwickau eingemeindet. Noch in den 1950er-Jahren bildete Schedewitz mit dem Stadtteil Bockwa den bevölkerungsreichsten Stadtteil von Zwickau. Nach der Eingemeindung wurde die Bergschule Zwickau im Jahr 1924 im nun freien Rathaus untergebracht und blieb dort bis 1949. 1937 begann der Bau des heute als Westsachsenstadion bekannten Stadions auf dem Haldengelände des ehemaligen Vereinsglückschachtes. Die Einweihung der Sportstätte an der Geinitzstraße erfolgte im Jahr 1942. Durch die zweite Kreisreform in der DDR kam Schedewitz im Jahr 1952 als Teil der kreisfreien Stadt Zwickau zum Bezirk Chemnitz (1953 in Bezirk Karl-Marx-Stadt umbenannt). Nach der Einstellung der Steinkohleförderung im Zwickauer Revier bestand die Kokerei „August Bebel“ bis 1992 fort. Durch die Luftverschmutzung der Kokerei und die Verunreinigung der Zwickauer Mulde durch den Betrieb der Textilwerke Mülsen mit Färberei-Veredlung war die Umweltbelastung in Schedewitz zu Zeiten der DDR enorm. Weiterhin kam es infolge des Steinkohlebergbaus zu Bergsenkungen und der Schieflage einiger Häuser.
Nach der Wende erfolgte 1992 der letzte Koksabstich der Kokerei. Nach dem Abbruch sämtlicher Gebäude der Kokerei und des Sammelbahnhofs Schedewitz sowie der Beräumung des gesamten Areals erfolgte der Bau des „Glück-Auf-Centers“ als Einkaufs- und Fachmarktzentrum auf dem Gelände. Am 28. Mai 1999 erfolgte die Übergabe der als Zwickauer Modell bekannten Stadt- und Regionalbahntrasse vom Zwickauer Hauptbahnhof ins Zentrum von Zwickau über ein Dreischienengleis. Schedewitz erhielt am 1. Oktober 1999 wieder Anschluss an das Netz der Zwickauer Straßenbahn. 1975 war die Strecke von Zwickau über Schedewitz nach Wilkau-Haßlau eingestellt worden. Am 6. August 2000 wurde neben dem Glück-Auf-Center die Stadthalle Zwickau eröffnet, welche einen kombinierten Haltepunkt der Bahnstrecke ins Zwickauer Zentrum und der Zwickauer Straßenbahn besitzt. Am 11. Dezember 2005 wurde die Straßenbahnlinie zur Stadthalle bis nach Neuplanitz erweitert. Mit der Eingliederung der Stadt Zwickau in den Landkreis Zwickau im Zuge der sächsischen Kreisreform 2008 liegt der Stadtteil Schedewitz/Geinitzsiedlung nun im Landkreis Zwickau.

### Konsumgenossenschaft
Der Konsumverein zu Schedewitz wurde am 5. Oktober 1868 gegründet. Er gehörte somit zu den ältesten Konsumvereinen Deutschlands, die über Jahrzehnte Bestand hatten. Schon früh galt hier die sozialistische Verbindung von Konsumgenossenschaft, Gewerkschaft und SPD.
Um die Jahrhundertwende des 19./20. Jahrhunderts hatte der Konsumverein zu Schedewitz für die Konsumgenossenschaftsbewegung in ganz Deutschland eine hervorragende Bedeutung. Ihr Geschäftsführer Adolf Gustav Seifert war eine der treibenden Persönlichkeiten für die Gründung einer Einkaufsgesellschaft für die Konsumgenossenschaften. 1894 zeichnete der Konsumverein zu Schedewitz bei der Gründung der Großeinkaufs-Gesellschaft Deutscher Consumvereine m.b.H. (GEG) in Hamburg von den insgesamt 34.500 Mark Stammeinlagen 3.000 Mark. Das war der höchste Betrag, den ein Gesellschafter bei der Gründung einzahlte.
Zwei ihrer Vertreter wurden später Geschäftsführer in dieser Waren- und Wirtschaftszentrale der Konsumgenossenschaftsbewegung der Hamburger Richtung (GEG): Adolf Gustav Seifert von 1902–1920, und Heinrich Lorenz von 1903–1930.

### Bergbau

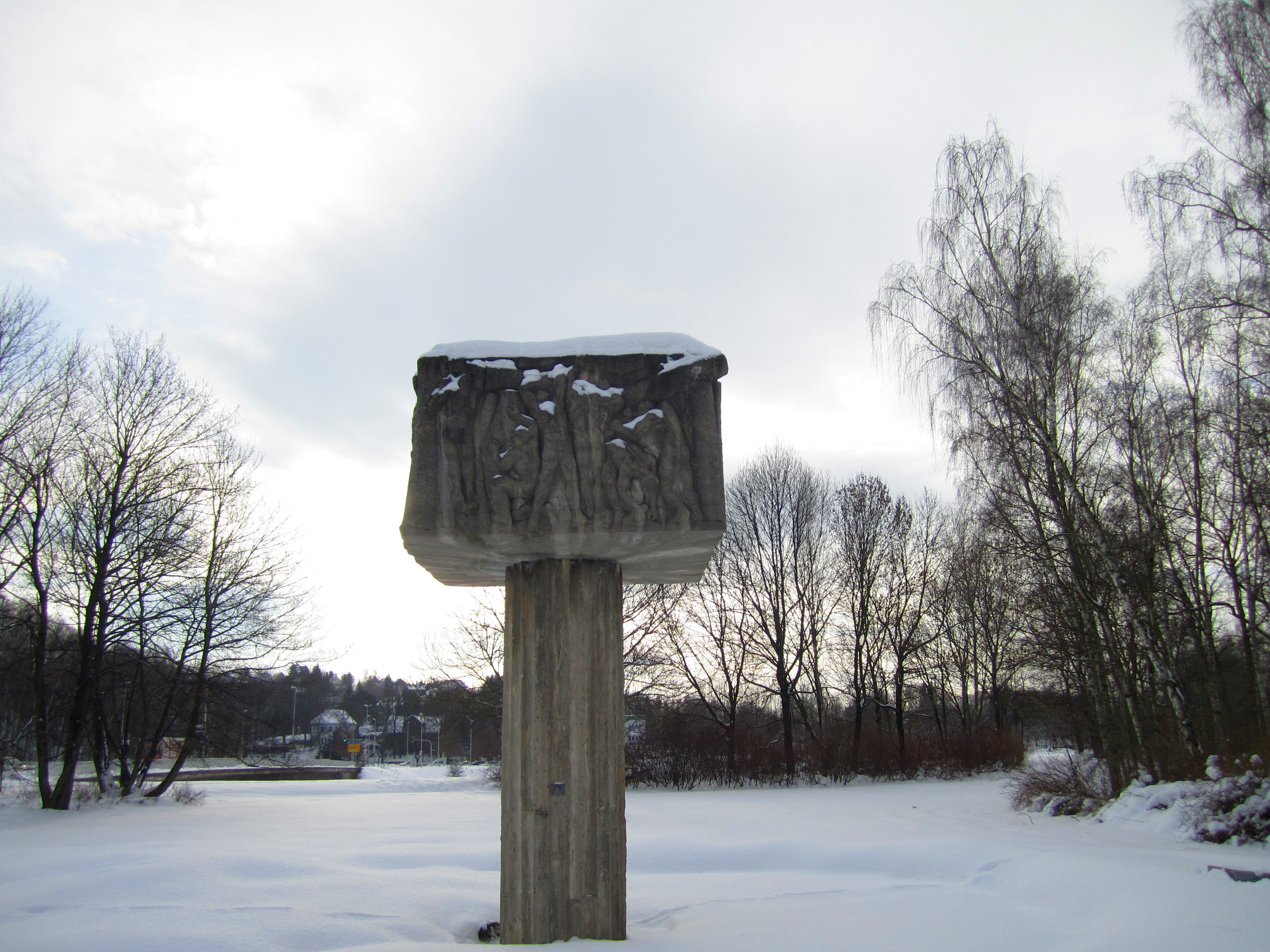
Bergbaudenkmal Schedewitzer Brücke

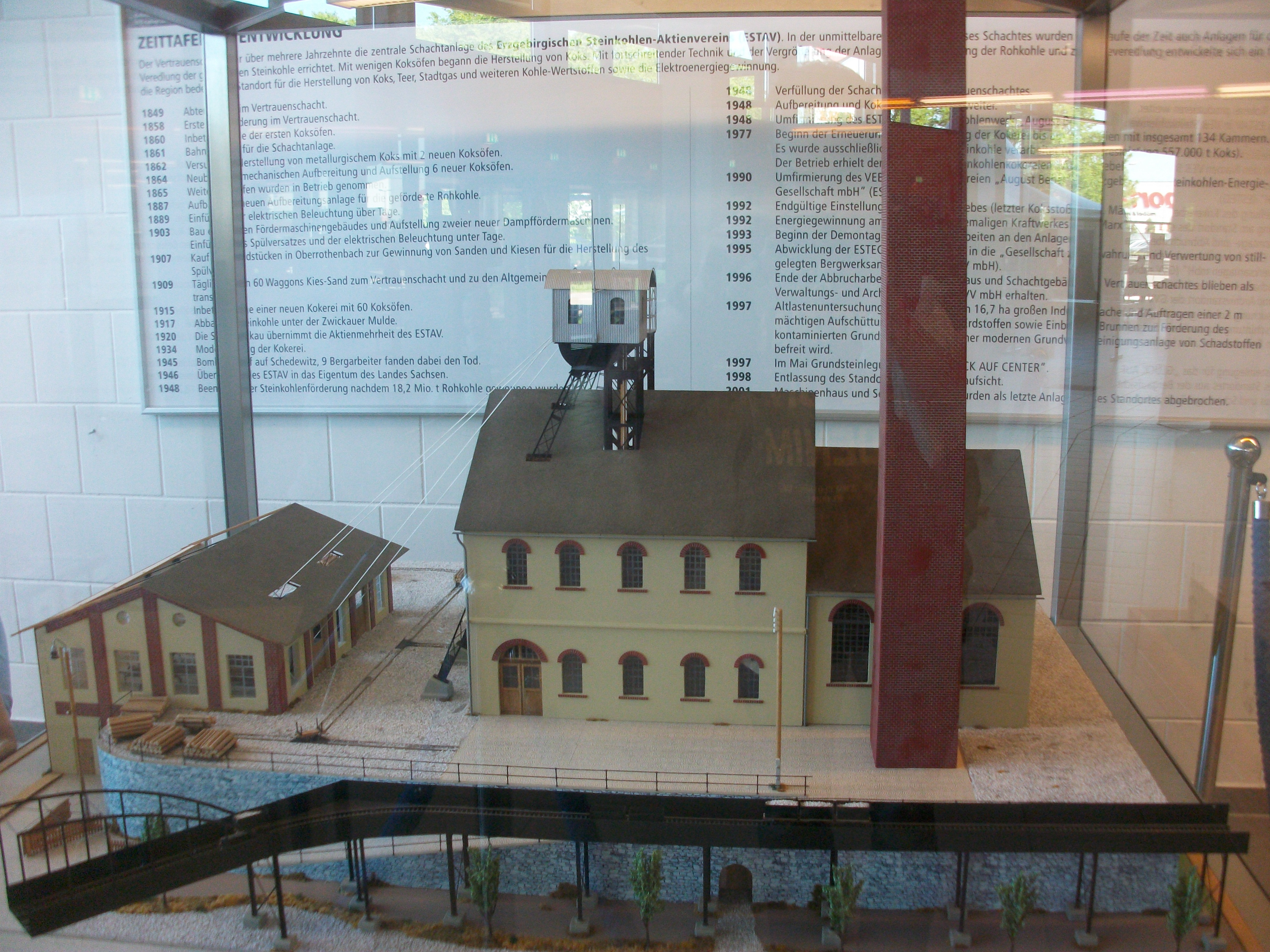
Modell des abgerissenen Industriedenkmals Vertrauenschacht in der Stadthalle Zwickau

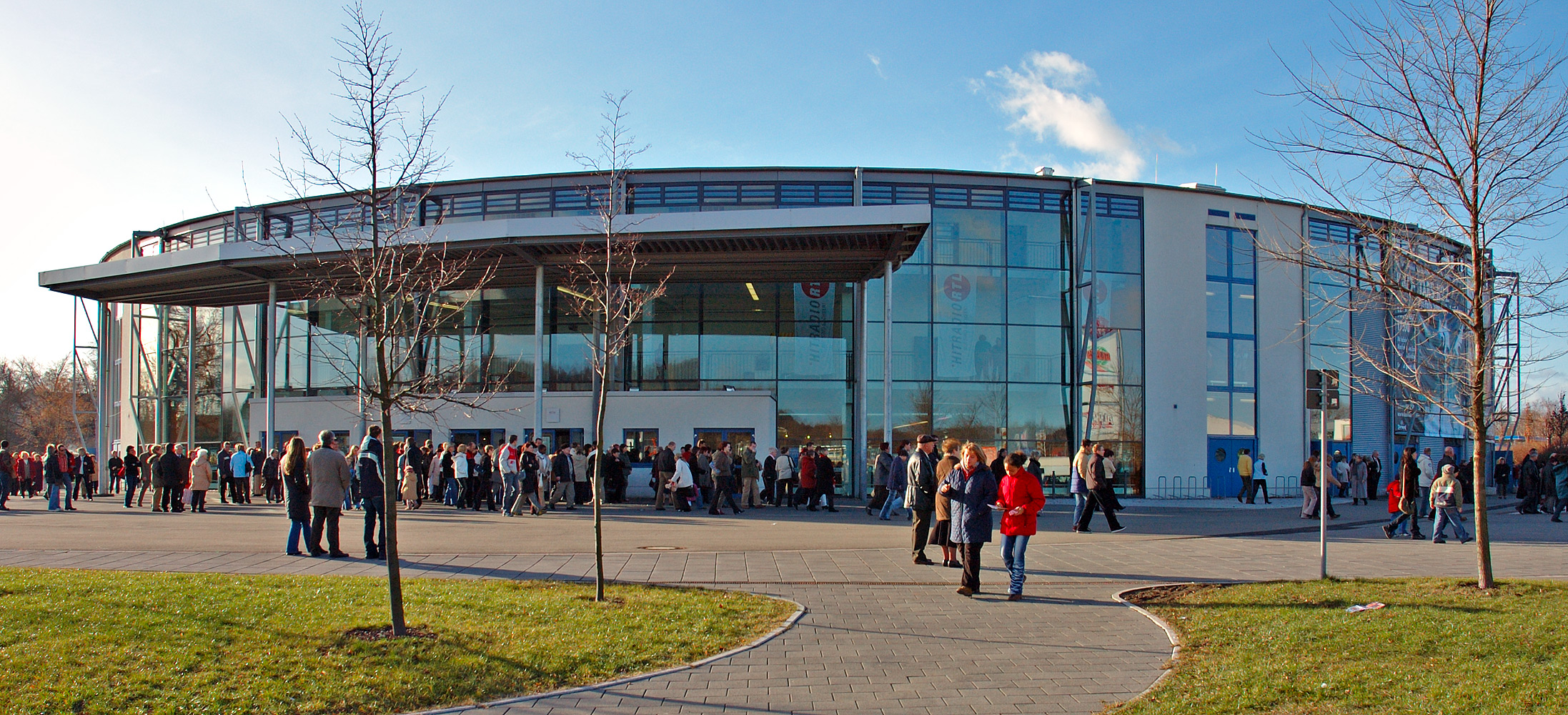
Stadthalle Zwickau

Im Zwickauer Steinkohlenrevier, in dem Schedewitz liegt, wurde bereits im Jahr 1348 der Steinkohlenbergbau urkundlich nachgewiesen. In dem sich nahtlos an die südliche Zwickauer Vorstadt anschließende Schedewitz betrieben Kohlebauern betrieben als bäuerliches Nebengewerbe Kohleabbau in zahlreichen Steinkohlengruben.
Der Zwickauer Steinkohlenbau-Verein setzte am 7. Januar 1839 auf der benachbarten Neudörfler Flur den „Vereins-Glück-Schacht“ an, der am 29. Januar 1841 bei 160 m Teufe das Rußkohlenflöz mit 3,5 m Gesamtmächtigkeit erteufte. Im Jahr 1842 wurde etwa 400 m östlich des Vereinsglückschachtes auf Schedewitzer Flur der „Auroraschacht“ angesetzt (50° 41′ 55,6″ N, 12° 29′ 23″ O), der 1846 die Kohle erreichte. Er hatte eine rechteckige Schachtscheibe mit den Abmessungen 4,88 × 1,7 m. 1854 erhielten beide Schächte Anschluss an die Bockwaer Kohlenbahn in Schedewitz über ein Rückstoßgleis im Bereich des heutigen Haltepunktes Schedewitz der Bahnstrecke Schwarzenberg–Zwickau. Im Jahr 1849 begann der Erzgebirgische Steinkohlen-Actien-Verein (EStAV) mit der Abteufung des „Vertrauensschachts“. Nachdem in diesem im Jahr 1858 die erste Kohle gefördert wurde, ging dort 1860 der erste Koksofen in Betrieb. Weitere folgten ab 1865.
In der Folgezeit entstanden in Schedewitz noch weitere größere Schächte (Tiefbauschacht (Nickolayschacht), Hoffnungsschacht) und ein stark verzweigtes Netz an Anschlussbahnen. Die Kohlegruben östlich der Zwickauer Mulde wurden über zwei Kohlenbahnen erschlossen. Dies waren die 1859 eröffnete Oberhohndorf-Reinsdorfer Kohleneisenbahn, welche über den Sammelbahnhof Schedewitz (Güterbahnhof) mit dem Zwickauer Hauptbahnhof verbunden war, und die 1872 eröffnete Brückenbergschachtbahn am Nordrand von Schedewitz. Im Jahr 1915 wurde auf dem Gelände des Vertrauensschachts eine neue Kokerei mit 60 Koksöfen eröffnet.
Viele Bergarbeiter, die in den umliegenden Schächten des Zwickauer Steinkohlenreviers arbeiteten, wohnten und lebten in Schedewitz. Um 1920 gab es auf Schedewitzer Gebiet mehrere wichtige Steinkohlenwerke, wie den Erzgebirgischen Steinkohlen-Aktienverein oder den Zwickauer Steinkohlenbauverein. Die Bausubstanz litt durch den Bergbau erheblich. Es kam zu Bergschäden wie Risse in den Wänden und Schieflage der Häuser. Viele Häuser mussten in der Folge abgerissen werden. 1934 erfolgte die Modernisierung der Kokerei beim Vertrauensschacht.
Mit der Einstellung des Steinkohlenbergbaus in Zwickau verloren auch Schedewitz und Bockwa ihre Bedeutung. 1946 wurde aus dem Erzgebirgischen Steinkohlen-Aktienverein das VEB Steinkohlenwerk „August Bebel“. Nach der Einstellung des Abbaus im Vertrauenschacht 1946 wurde die Kokerei weiterbetrieben, die das Bild des Stadtteils prägte. Dichte Dampfschwaden mit Rußflocken stiegen bei jeder Kokslöschung in den Himmel. Bei niedrigem Luftdruck schlugen sich diese Partikel in der Umgebung nieder, was z. B. dazu führte, dass bei solcher Wetterlage keine Wäsche aufgehängt wurde.
Nach der Wende (1992) wurde die Koksproduktion eingestellt. Teile der Kokerei wie eine (von vier) Koksofenbatterien und die Schachtfeste des Vertrauenschachtes wurden in die Industriedenkmalliste aufgenommen. Das ehemalige Kokereigelände wurde geräumt und saniert. Später wurden dann auch die denkmalgeschützten Bestandteile abgebrochen. Heute befinden sich auf dem ehemaligen Kokerei- und Schachtgelände ein Einkaufszentrum, ein Baumarkt, ein Möbelhaus und die Stadthalle Zwickau. An die Zeit des Steinkohlebergbaus in Schedewitz erinnert der Bergbaulehrpfad Schedewitz–Oberhohndorf.

## Verkehr
In Schedewitz gibt es zwei Muldenbrücken: die Bockwaer oder Alte Schedewitzer Brücke und die Neue Schedewitzer Brücke.
Die Straßenbahnlinie 3 der Städtischen Verkehrsbetriebe Zwickau durchfährt den Stadtteil. Sie wurde – allerdings anders trassiert – bereits am 19. Juli 1894 eingeweiht und verband Zwickau über die Bockwaer Brücke mit Wilkau–Haßlau. Als am 29. September 1958 die neue Schedewitzer Brücke freigegeben wurde, wurden die Straßenbahn und der Straßenverkehr über diese geführt. 1975 wurde der Straßenbahnverkehr nach Wilkau–Haßlau eingestellt und die Straßenbahn verkehrte für ein dreiviertel Jahr nur noch bis zur Schedewitzer Straße, bevor die Linie 3 am 16. November 1975 ganz eingestellt wurde. Damit war Schedewitz bis zum 1. Oktober 1999, als die neugebaute Linie 3 (fast gänzlich, bis auf die letzten Meter, auf der alten Trasse in der Schneeberger Straße) eröffnet wurde, ohne Straßenbahnanschluss. Die neue Endhaltestelle befand sich bei der ebenfalls neuerrichteten Stadthalle. Mit der Weiterführung der Linie 3 bis nach Neuplanitz am 11. Dezember 2005 erhielt Schedewitz zwei weitere Haltestellen an der neuerbauten Straßenbahn.
Seit 1998 verkehrt die Vogtlandbahn im Rahmen des Zwickauer Modells auf der Bahnstrecke Zwickau–Zwickau-Zentrum durch Schedewitz bis ins Zwickauer Stadtzentrum. Als Besonderheit ist zu erwähnen, dass sie ab dem Haltepunkt „Zwickau (Stadthalle)“ auf einem Dreischienengleis gemeinsam mit der Linie 3 der Zwickauer Straßenbahn eine Trasse benutzt. Der Abschnitt zwischen dem Zwickauer Hauptbahnhof und der Stadthalle war einst Teil der Reinsdorfer Industriebahn, welche wie der Sammelbahnhof Schedewitz nach dem Ende der Kohleförderung stillgelegt wurden.
In Schedewitz befindet sich weiterhin der von der Erzgebirgsbahn bediente Haltepunkt „Zwickau-Schedewitz“ der Bahnstrecke Zwickau–Schwarzenberg, über welche die Züge weiter nach Johanngeorgenstadt an der tschechischen Grenze fahren.
Die zahlreichen durch Schedewitz verlaufenden Industriebahngleise des Kohlebergbaus, einschließlich des heute nicht mehr existierenden Sammelbahnhofs Schedewitz (Güterbahnhof) sind stillgelegt. Ein Teil der Gleise der Brückenbergschachtbahn wird für Draisinenfahrten eines Vereins genutzt.

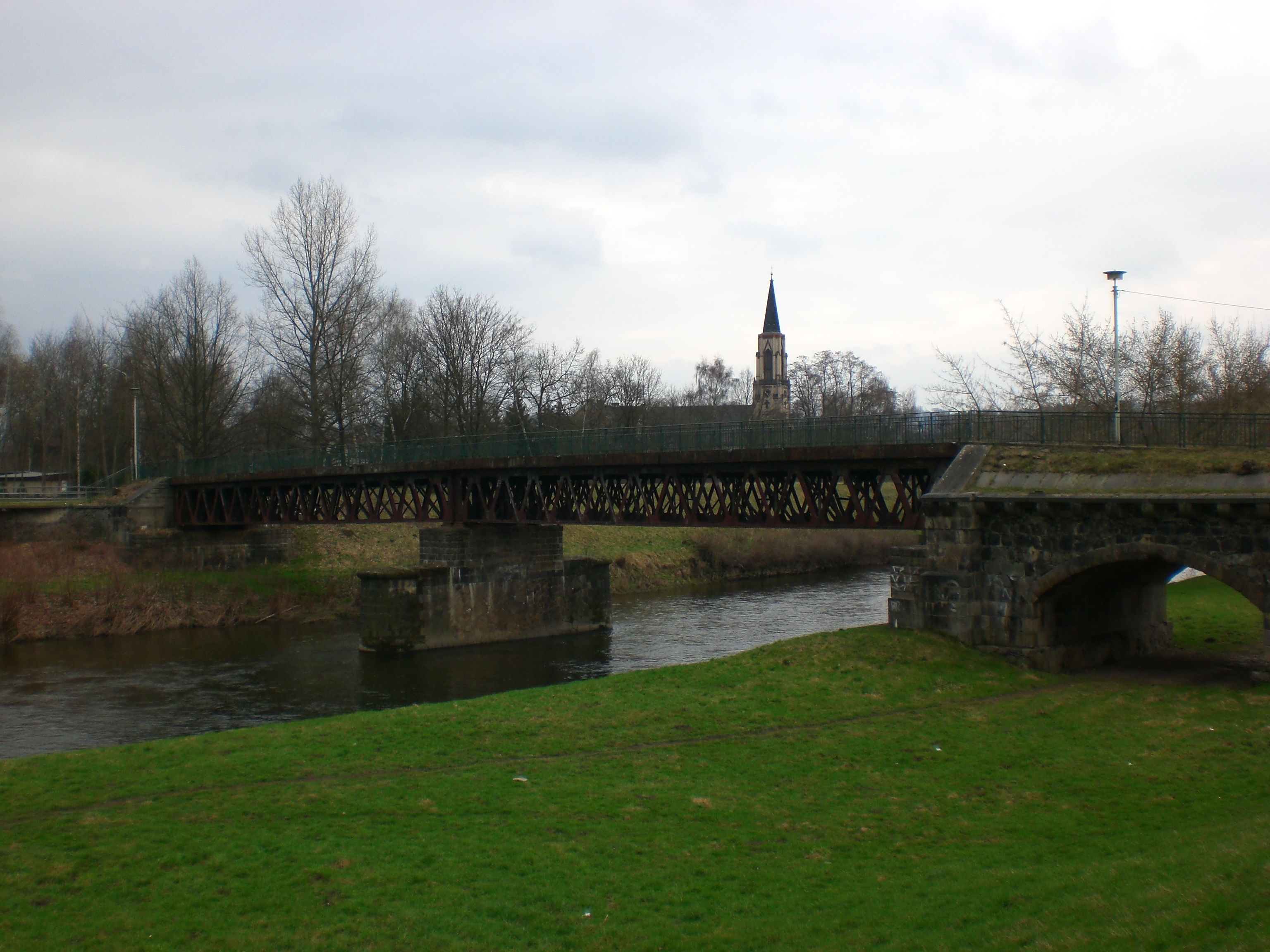
Alte Schedewitzer Brücke
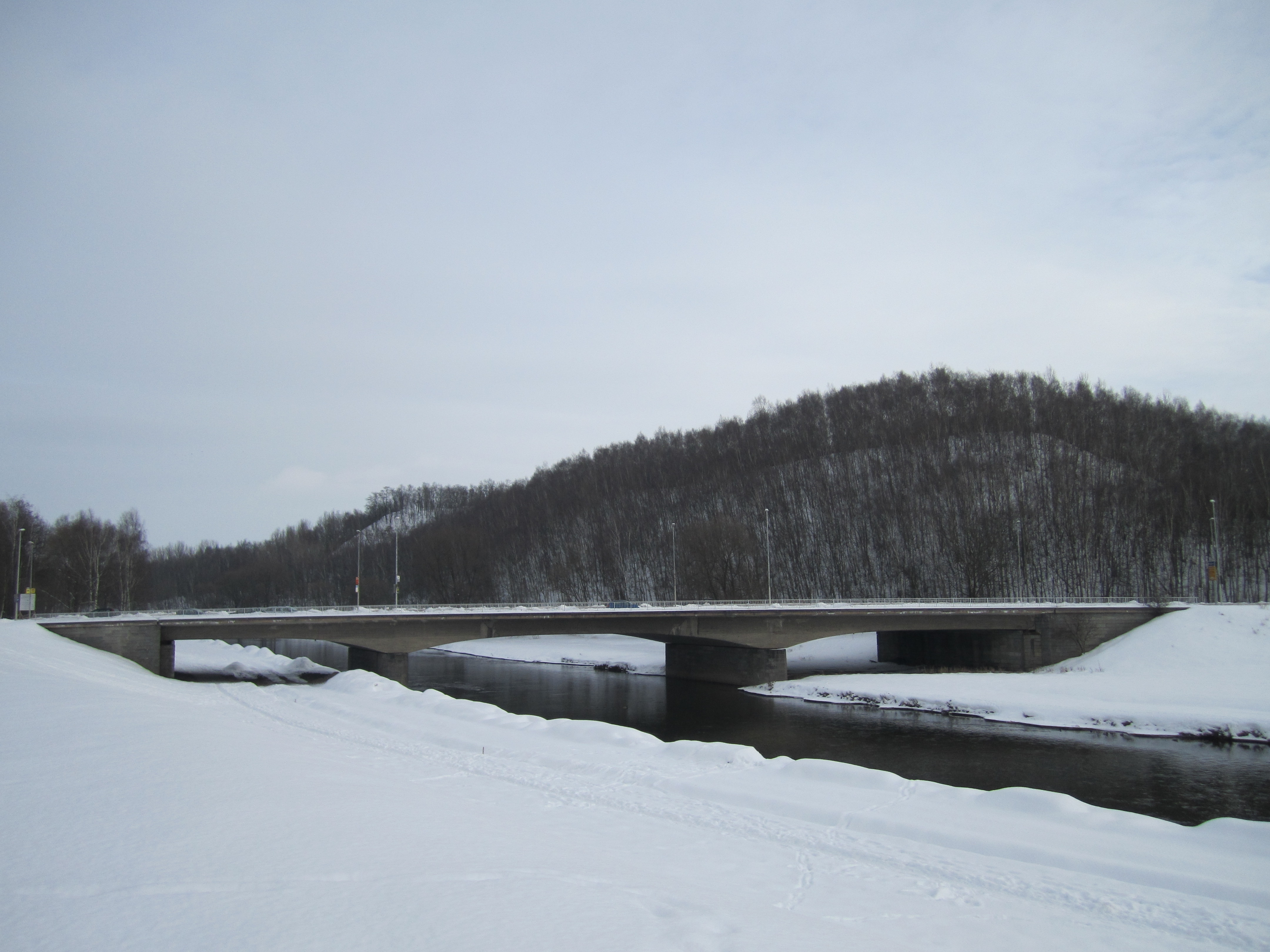
Neue Schedewitzer Brücke
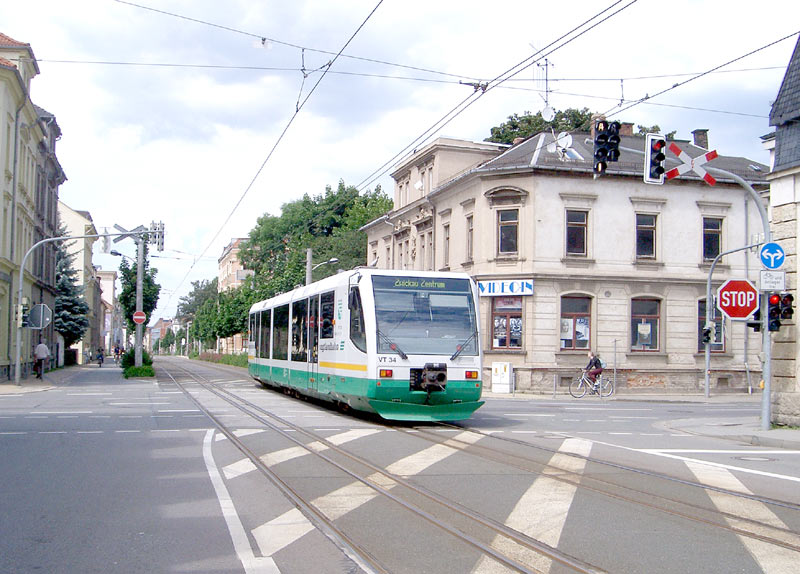
Triebwagen der Vogtlandbahn auf der Äußeren Schneeberger Straße, Kreuzung Breithauptstraße
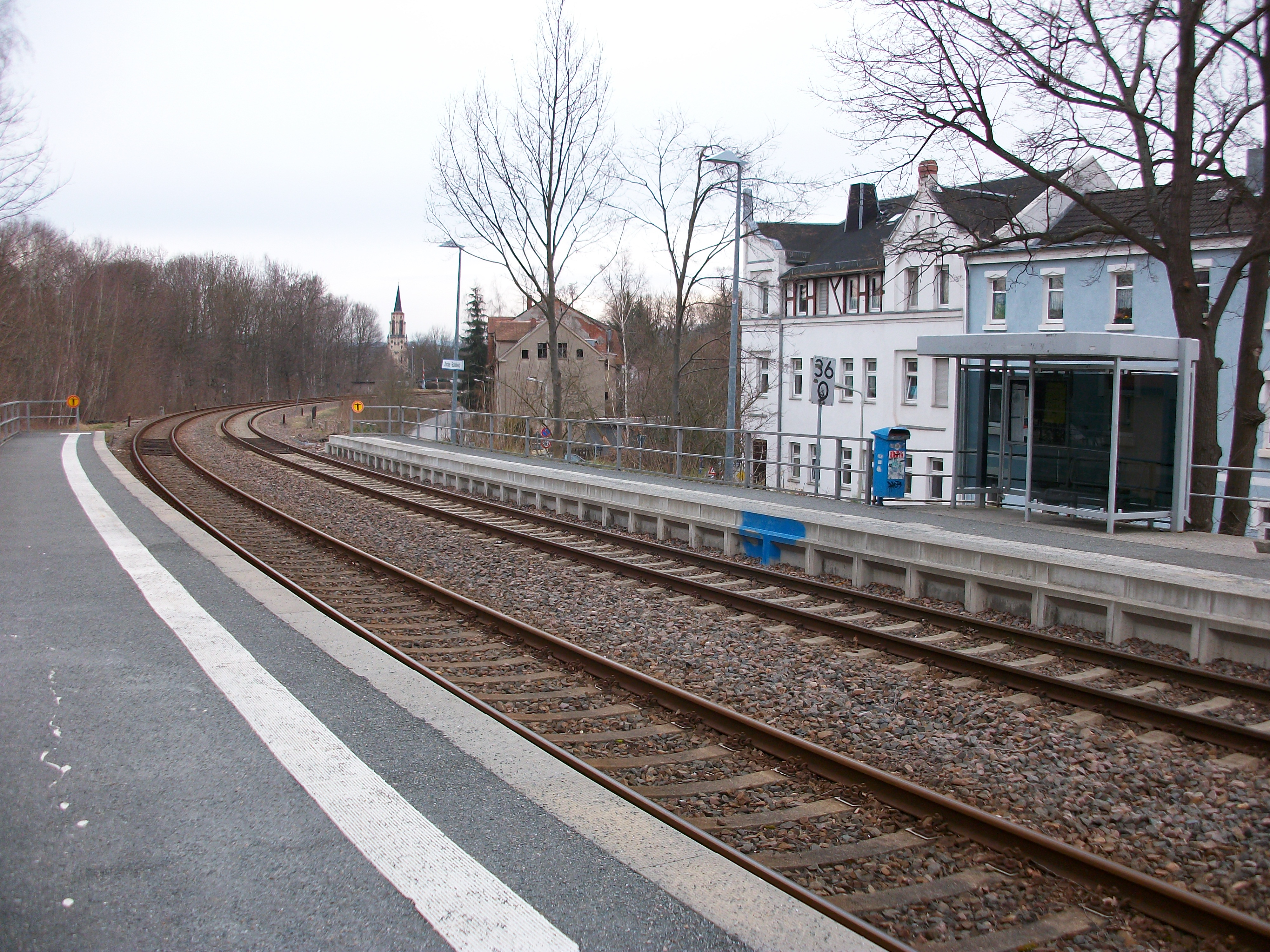
Bahnhof Zwickau-Schedewitz (2016) mit Kirche Bockwa im Hintergrund
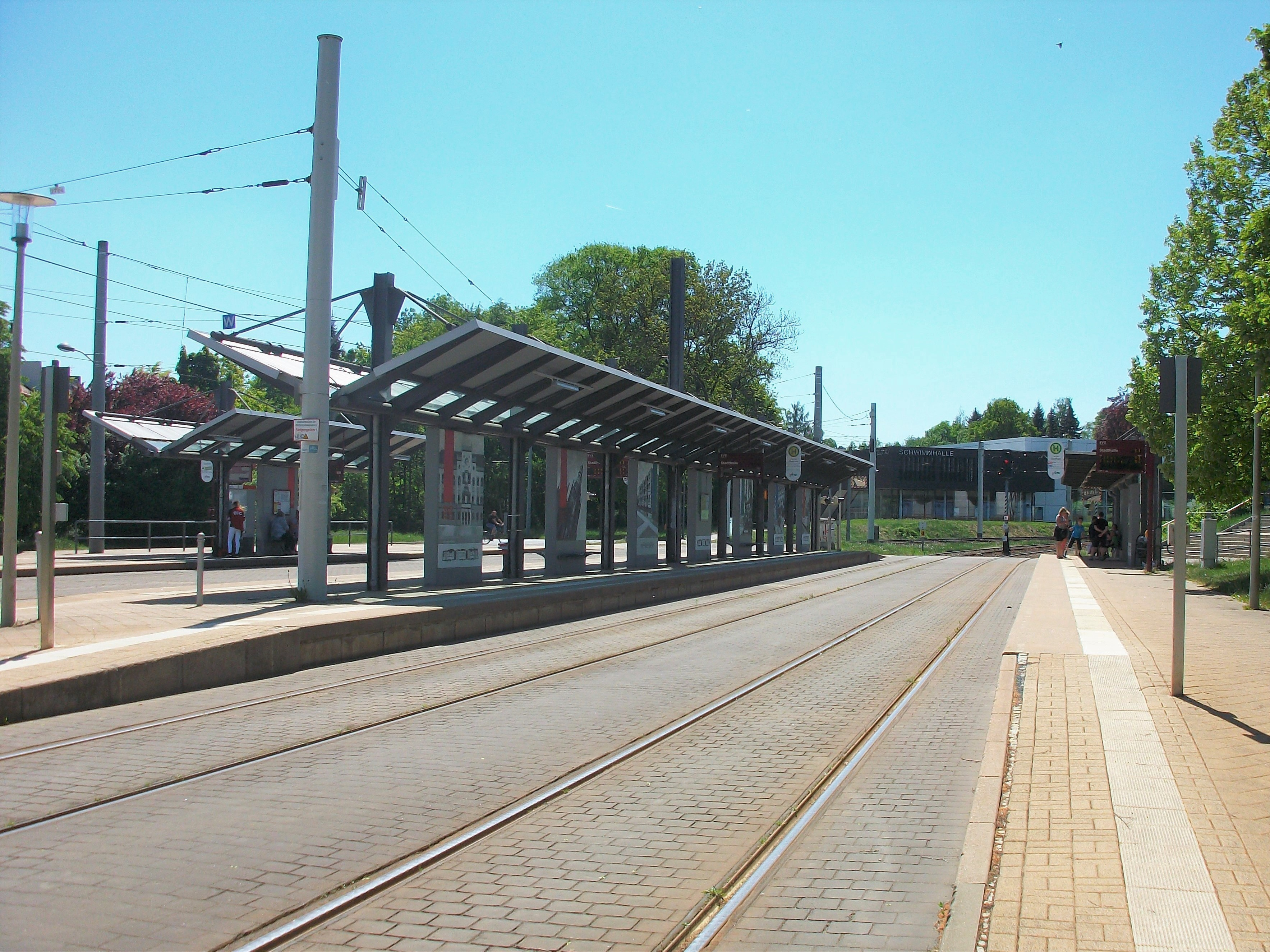
Haltepunkt Zwickau Stadthalle (2018)

## Sonstiges
Im Ort gab es auch eine Porzellanfabrik und die Zwickauer Kammgarnspinnerei im Besitz von Carl Gottfried Haentze. Beide existieren aber heute nicht mehr.
Die 1912 erbaute Adolph-Diesterweg-Schule wurde 2010 abgerissen. Neben der Schulleitplanung war auch die durch den Steinkohlenabbau verursachte Schieflage des Gebäudes ein Grund für den Abriss. Am 22. Juni 2013 wurde auf dem Gelände die „Glück Auf“-Schwimmhalle eröffnet.
Im Rahmen der 900-Jahr-Feier der Stadt Zwickau wurde im Osten von Schedewitz am Ufer der Zwickauer Mulde nahe dem Röhrensteig das „Historische Dorf Zwickau“ eröffnet. Die Siedlung wurde gebaut wie zu Zeiten slawischer Siedlungen in der Region. Sie soll jedoch weniger einen musealen Charakter, als vielmehr einen interaktiven und Gemeinwesen orientierten Ansatz bekommen.

## Persönlichkeiten
- Otto Falck (1871–1945), Architekt und Philatelist
- Albert Georgi (1895–1989), Buchdrucker, Obmann der Schweizer Naturfreunde, Präsident der Naturfreunde-Internationale, Redakteur der Zeitschrift „Der Naturfreund“